# La Meauffe
La Meauffe é uma comuna francesa na região administrativa da Normandia, no departamento Mancha. Estende-se por uma área de 10,19 km². Em 2010 a comuna tinha 1 056 habitantes (densidade: 103,6 hab./km²).